# كولتون هيرتا
كولتون هيرتا (بالإنجليزية: Colton Herta)‏ سائق سباقات سيارات أمريكي ولد في 20 مارس 2000 في فالنسيا، كاليفورنيا وابن سائق الإندي كار وبطل سباقات السيارات براين هيرتا.

## روابط خارجية
- كولتون هيرتا على موقع Racing-Reference.info (الإنجليزية)
- كولتون هيرتا على موقع DriverDB.com (الإنجليزية)